# هارفي فيلدز
هارفي فيلدز هو محامي وسياسي أمريكي، ولد في 31 مايو 1882 في ماركسفيل في الولايات المتحدة، وتوفي في 5 مايو 1961 في مقاطعة يونيون في الولايات المتحدة. نشط حزبياً في الحزب الديمقراطي. وقد انتخب عضو مجلس ولاية لويزيانا ‏.